# Sauce Arriba
Sauce Arriba é uma comuna da província de Córdoba, na Argentina.